# رز آقای لینکلن
رز آقای لینکلن (به انگلیسی: Rosa 'Mister Lincoln') یکی از رقم‌های رز است که در سال ۱۹۶۴ معرفی شده‌است. در گروه رز دورگه چای است. گل‌های بزرگی با رنگ قرمز یونیفرمی دارد و برگ‌های آن به رنگ سبز تیره مات است. بخاطر عطر بسیار تند خود که از مسافت ۱۰ فوت دورتر قابل شناسایی است شهرت دارد. طول بوته آن به ۱٫۲ متر و عرض بوته به یک متر می‌رسد. در حدود ۳۰ تا ۳۵ گلبرگ دارد. توانایی منطبق کردن خود با مناطق آب و هوایی گوناگون را دارد.

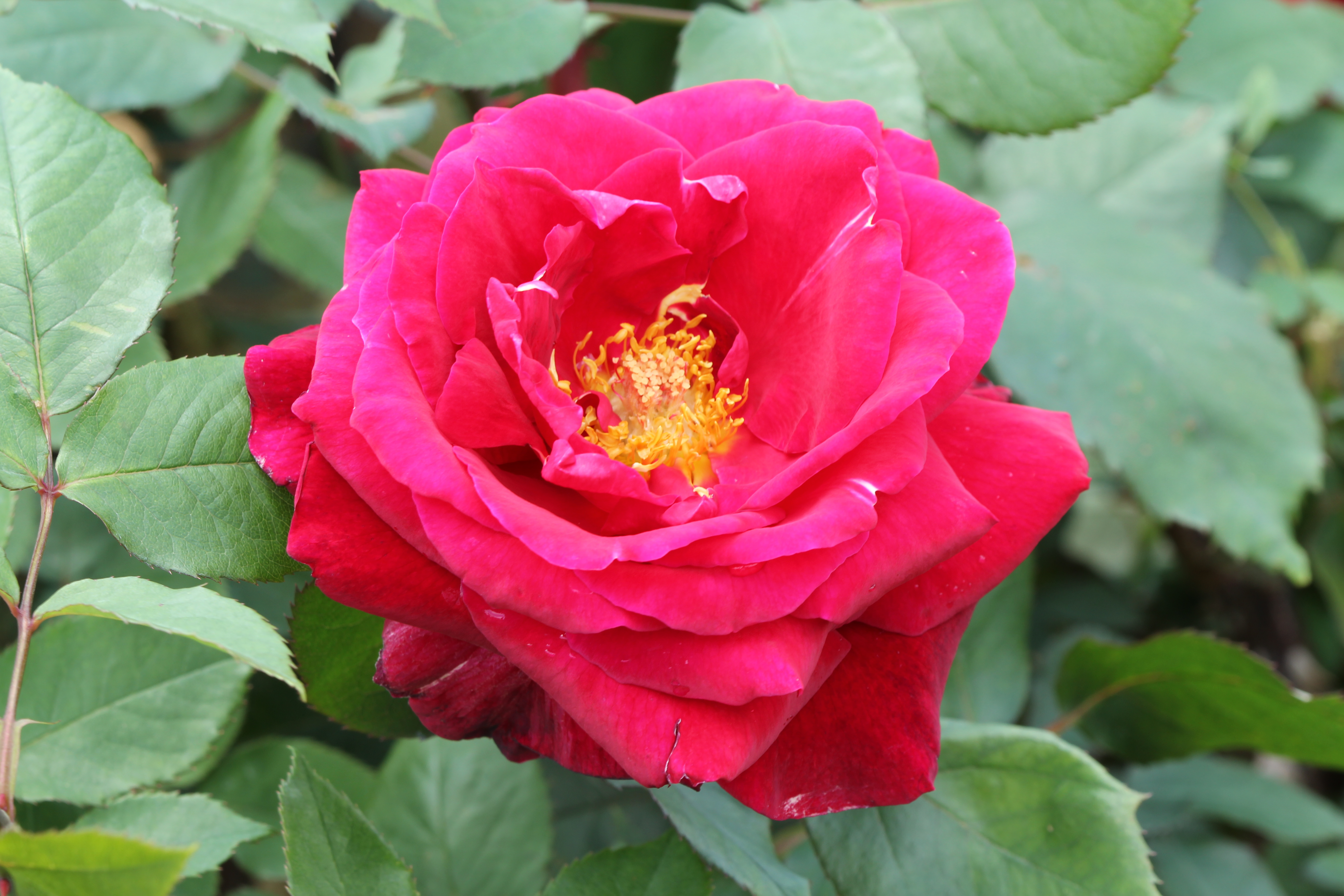